# الإعاقة في توغو

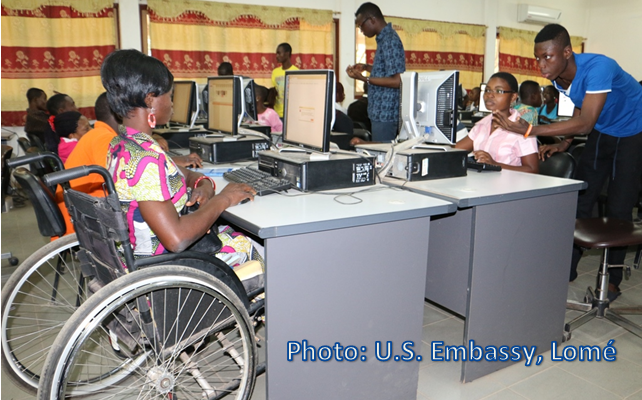
طلاب من ذوي الإعاقة يتلقون دورات CISTEM في سفارة الولايات المتحدة في لومي، توغو في أكتوبر 2015.

الإعاقة في توغو، تشير الإعاقة في دولة توغو في إفريقيا إلى الأشخاص ذوي الإعاقة المتفاوتة في المجتمع، وقعت توغو على اتفاقية الأمم المتحدة لحقوق الأشخاص ذوي الإعاقة، وضعت الدولة خطط وبرامج لتشجيع المزيد من دمج الأشخاص ذوي الإعاقة في المجتمع.

## الانتشار
تظهر بيانات التعداد السكاني لعام 2010 أن حوالي 1.36% من سكان توغو يعانون من أحد أنواع الإعاقة، مثل العديد من البلدان الأخرى في إفريقيا.

## الأطفال
غالباً ما يصاب الأطفال في توغو بالإعاقة بسبب مضاعفات مختلفة، والأمراض، وسوء التغذية وأسباب أخرى.

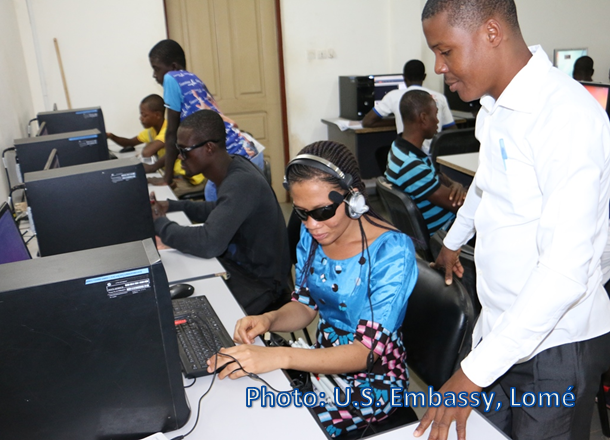
طلاب من ذوي الإعاقة يتلقون دورات في سفارة الولايات المتحدة في لومي، توغو في أكتوبر 2015

يواجه الأطفال الذين يولدون بإعاقة في توغو، كما هو الحال في بعض بلدان غرب إفريقيا الأخرى، مشاكل العنف في المنزل أو المدرسة أو من أفراد آخرين في المجتمع.

## الثقافة
ينظر المجتمع في توغو إلى الإعاقة على أنها علامة على السحر وتعتبرها بعض المجتمعات من المحرمات، يواجه الأطفال ذوو الإعاقة أيضًا الإهمال في المنزل، يُنظر إلى الأطفال الذين يولدون بإعاقة جسدية بنظرة غير عادية من قبل بعض العائلات، فالشباب ذوو الإعاقة لا يواجهون الفقر فحسب، بل يواجهون أيضاً العزلة الاجتماعية والتمييز.
يتعمد بعض الآباء إبقاء أطفالهم خارج المدرسة لحمايتهم من سوء المعاملة هناك، ويتم في بعض الأحيان نبذ أسر بأكملها بسبب إعاقة أحد أفراد الأسرة.

## السياسة
هناك نقص في دمج الأشخاص ذوي الإعاقة في المناصب القيادية في توغو، في عام 2013، أصبح جيريمي ياو فيديا، وهو من ذوي الإعاقة البصرية، أول شخص من ذوي الإعاقة ينتخب ويصبح عضو في الجمعية الوطنية التوغولية.
وقعت الحكومة في توغو على اتفاقية الأمم المتحدة لحقوق الأشخاص ذوي الإعاقة في عام 2011. وفي عام 2016، أنشأت وزارة العمل الاجتماعي في توغو لجنة مخصصة لتعزيز الإدماج الاجتماعي للأشخاص ذوي الإعاقة، وفي عام 2017، تم توفير التغطية الصحية الشاملة لجميع الطلاب الذين يعيشون في توغو.

## التعليم
المباني العامة في توغو غير قادرة على استيعاب الأشخاص ذوي الإعاقات الجسدية بشكل كامل، ولا يوجد تشريع ينص على إمكانية الوصول إلى الأماكن العامة. في السبعينيات سُمح للأشخاص ذوي الإعاقة لأول مرة بالالتحاق بالمدارس العامة، وأنشأت الجمعيات الخيرية الألمانية والأمريكية مدارس لذوي الإحتياجات الخاصة، مع التركيز على الطلاب ذوي الإعاقة البصرية. بحلول عام 2014، كان هناك تسع مدارس ومراكز للأطفال ذوي الإعاقات الذهنية والسمعية، ويقع معظمها في لومي.

## الرياضة
تتزايد المشاركة في الألعاب الرياضية بين الأشخاص ذوي الإعاقة في توغو، أرسلت توغو الرياضي البارالمبي أليو باوا إلى دورة الألعاب البارالمبية الصيفية لعام 2016.